# Mosteiro Jasna Góra
Mosteiro Jasna Góra (em polonês/polaco:  Jasna Góra ˈjas.na ˈɡu.ra

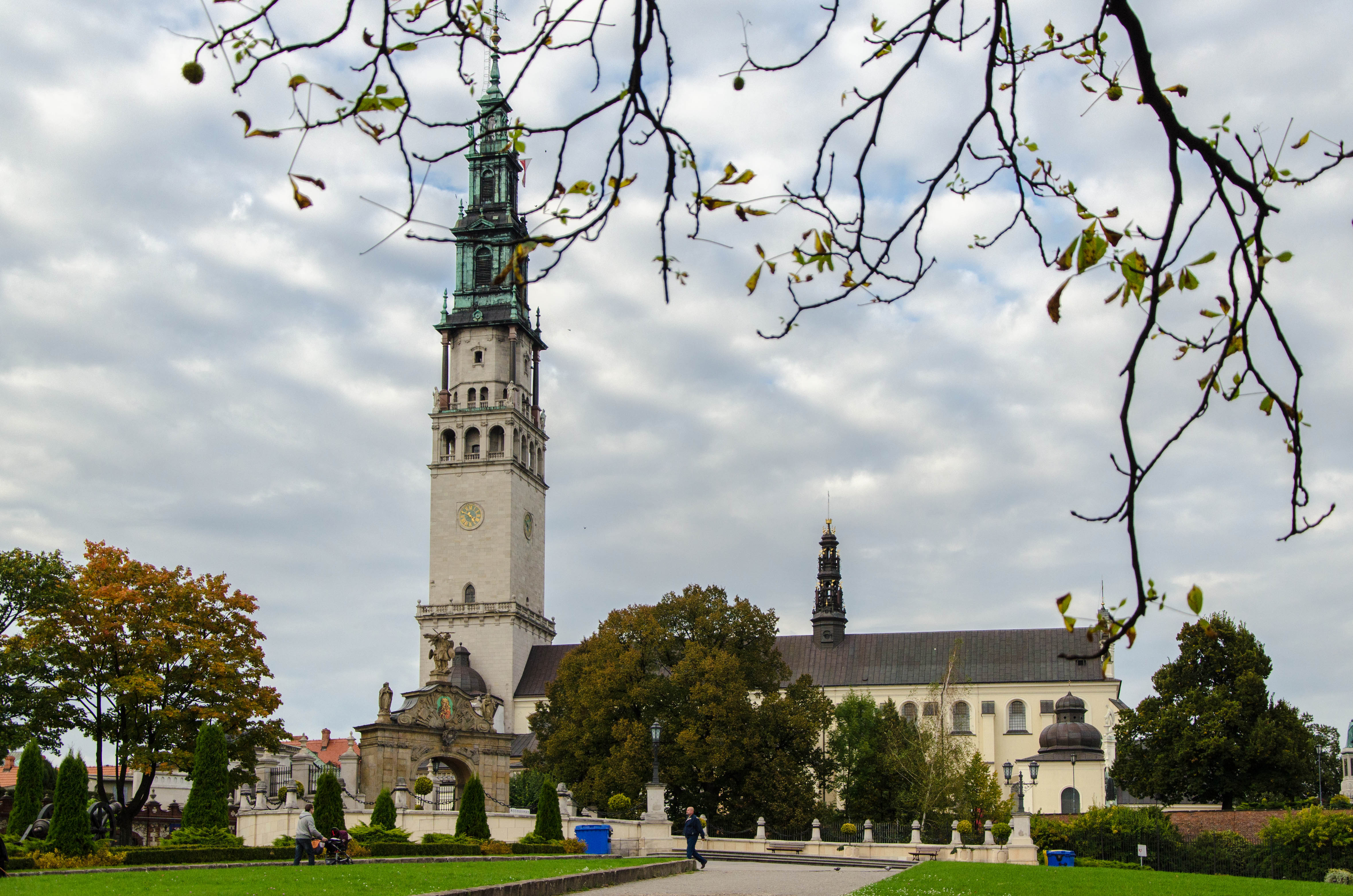
Mosteiro Jasna Góra

, Monte Luminoso, em húngaro:  Fényes Hegy, em latim: Clarus Mons) em Częstochowa, Polônia, é um famoso santuário polonês da Virgem Maria e um dos locais de peregrinação do país. A imagem da Madona Negra de Częstochowa, também conhecida como Nossa Senhora de Częstochowa, à qual são atribuídos poderes milagrosos, é um dos tesouros mais preciosos de Jasna Góra. Entre os outros tesouros e artefatos de interesse do mosteiro está a medalha do Prêmio Nobel da Paz de 1983 recebida por Lech Wałęsa, ex-presidente polonês e organizador de sindicatos.
O site é um dos monumentos históricos nacionais oficiais da Polônia (Pomnik historii) e é rastreado pelo National Heritage Board of Poland. 

## História

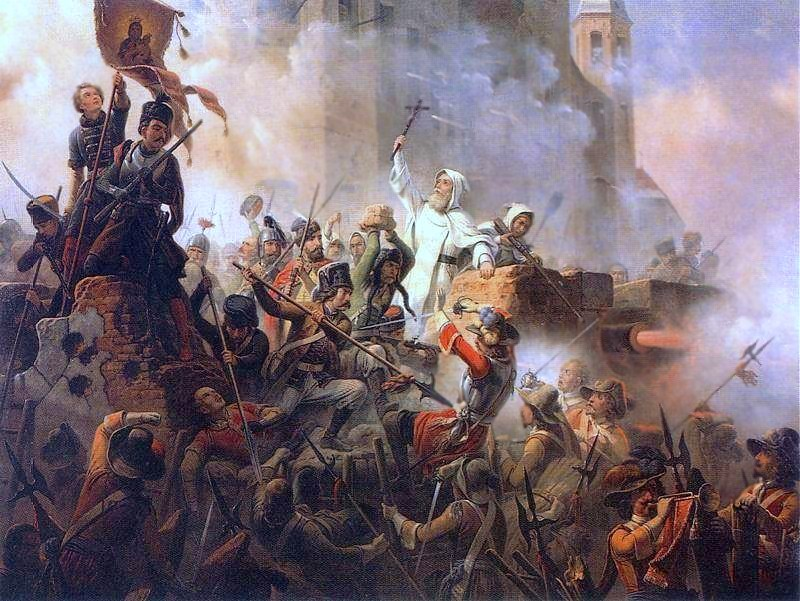
A defesa de Jasna Góra 1655 - por January Suchodolski

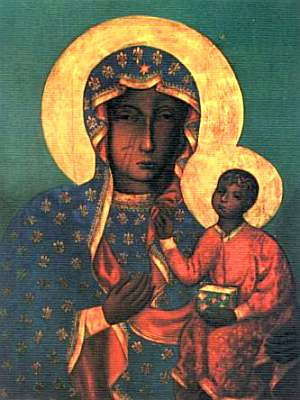
Madona Negra de Częstochowa, Polônia

O Mosteiro Jasna Góra foi fundado em 1382 por monges paulinos que vieram da Hungria a convite de Władysław, duque de Opole. O mosteiro é um destino de peregrinação há centenas de anos e contém um ícone importante da Virgem Maria. O ícone, representando a Mãe de Deus com o Menino Jesus, é conhecido como a Madona Negra de Częstochowa ou Nossa Senhora de Częstochowa, amplamente venerada e creditada com muitos milagres.  Entre eles, é creditado o fato de salvar milagrosamente o mosteiro Jasna Góra durante o cerco de Jasna Góra, que ocorreu na época do Dilúvio, uma invasão sueca do século XVII. O evento estimulou a resistência polonesa. Os poloneses não puderam mudar imediatamente o curso da guerra, mas, depois de uma aliança com o canato da Crimeia, repeliram os suecos. Pouco tempo depois, na catedral de Lwów (Lviv), em 1º de abril de 1656, Jan Kazimierz, rei da Polônia, pronunciou solenemente seu voto de consagrar o país à proteção da Mãe de Deus e proclamou-a Patrona e Rainha da as terras em seu reino.

## Peregrinações ambulantes
Todos os anos, desde a Idade Média, milhares de poloneses vão a grupos de peregrinos para visitar Jasna Góra. Em 2011, estimou-se que 3,2 milhões de peregrinos de 80 países ao redor do mundo foram ao santuário. Cerca de 830 mil peregrinos participaram de 228 peregrinações organizadas em diferentes lugares da Polônia, 143.983 das quais chegaram a pé ao mosteiro. A distância média para um grupo de peregrinos viajar é de cerca de 350 quilômetros, feita em 11 dias.

## Etiqueta monástica
Normalmente existem numerosos peregrinos e turistas no Mosteiro Jasna Góra, e o volume de vozes excitadas pode ser alto. No entanto, ao entrar no Mosteiro, espera-se etiqueta para os visitantes ficarem em silêncio ou o mais silenciosos possível por respeito. Muitas vezes, há uma longa fila de pessoas que esperam para se aproximar do santuário da Madona Negra de Częstochowa. Ao chegar ao local do santuário onde se passaria em frente ao ícone de Nossa Senhora, é esperado um sinal de respeito pelos peregrinos que se ajoelhem e atravessam a parte anterior do santuário de joelhos. 

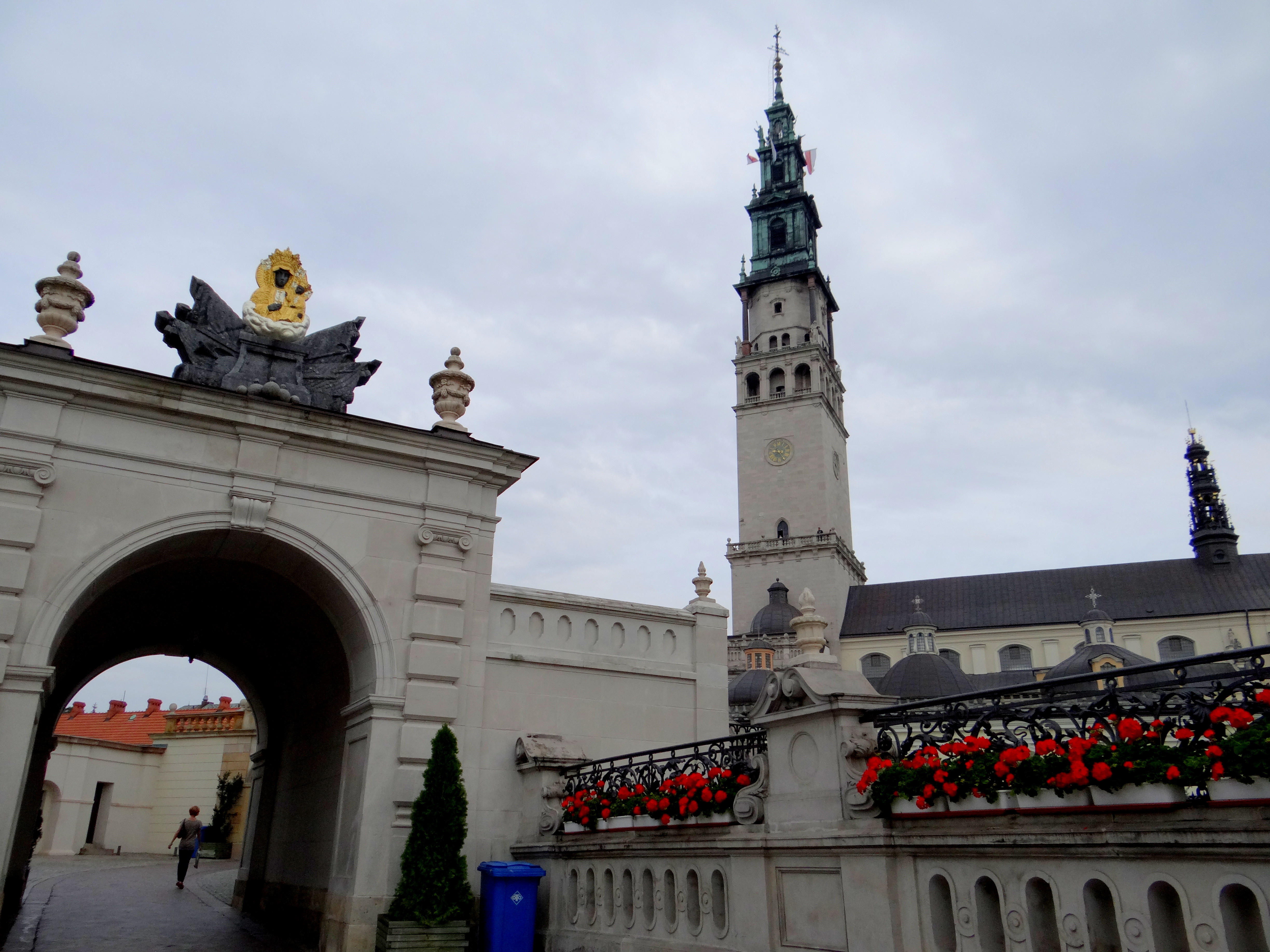
Mosteiro de Jasna Góra
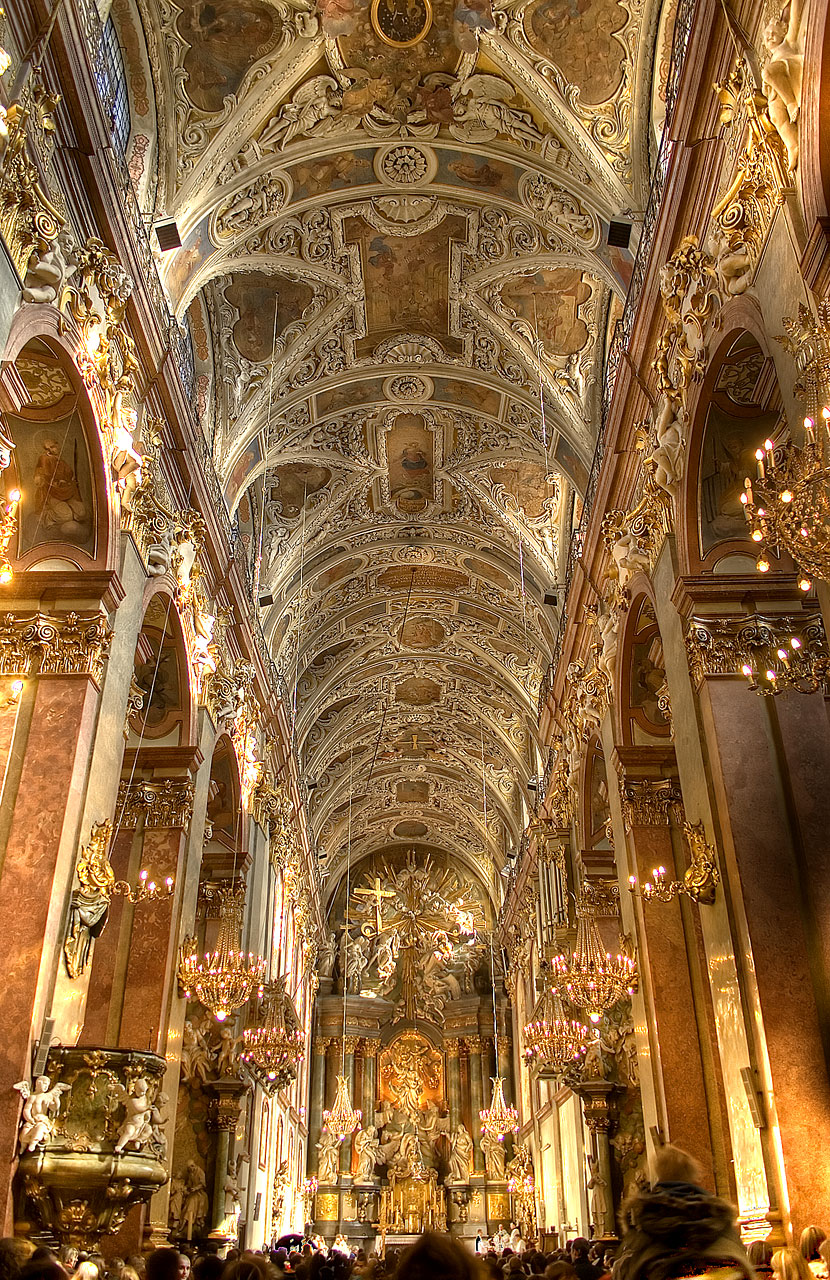
A nave principal da basílica
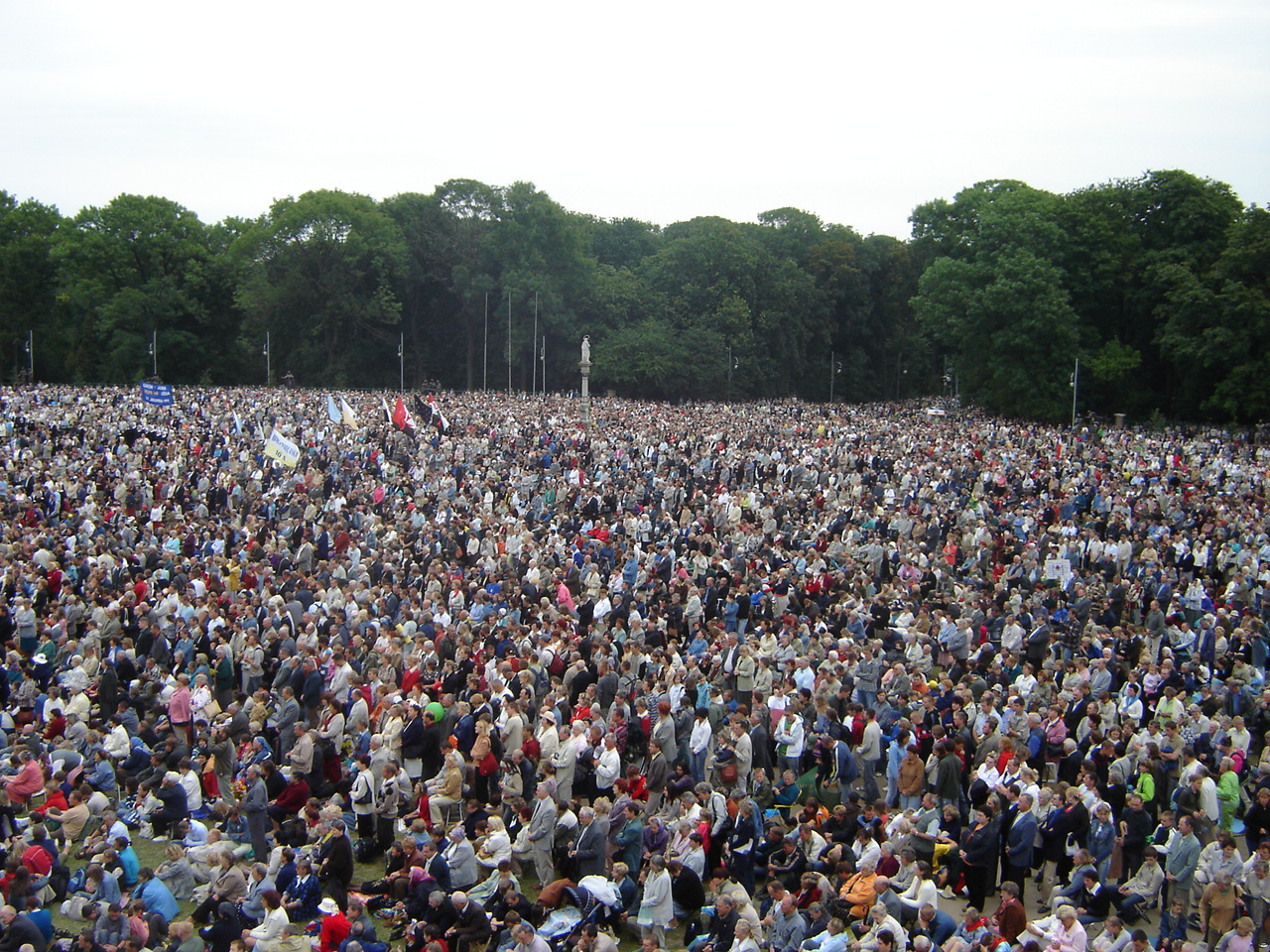
Peregrinos chegando para a Festa da Assunção
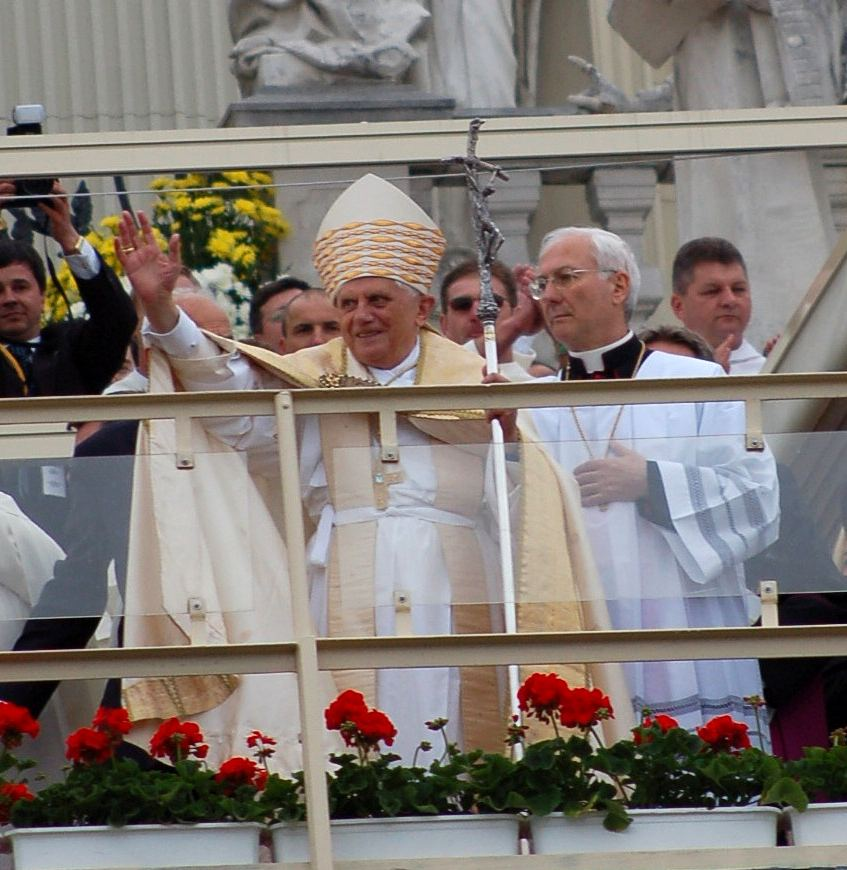
Bento XVI em Jasna Góra em 2006
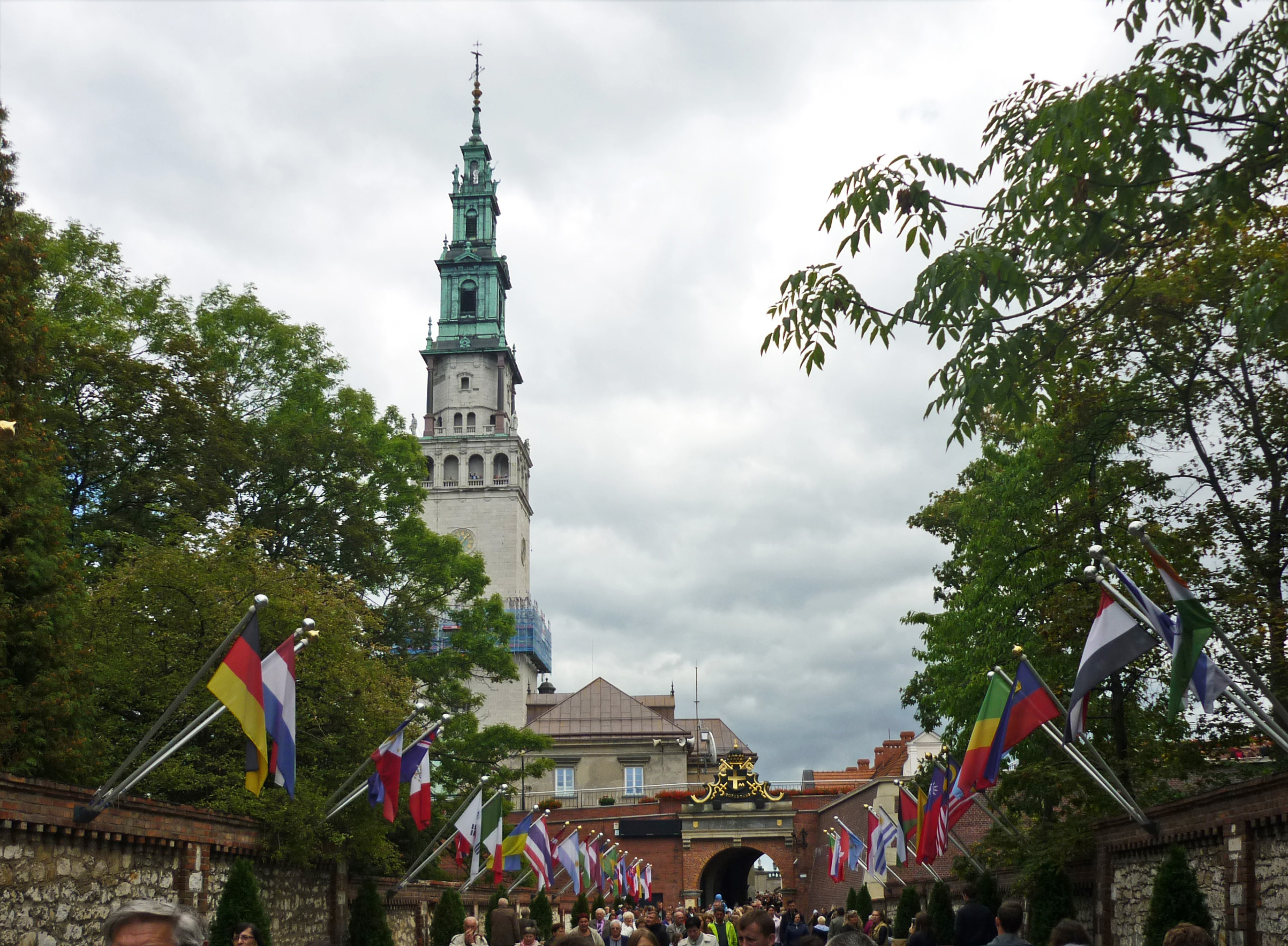
Vista da torre
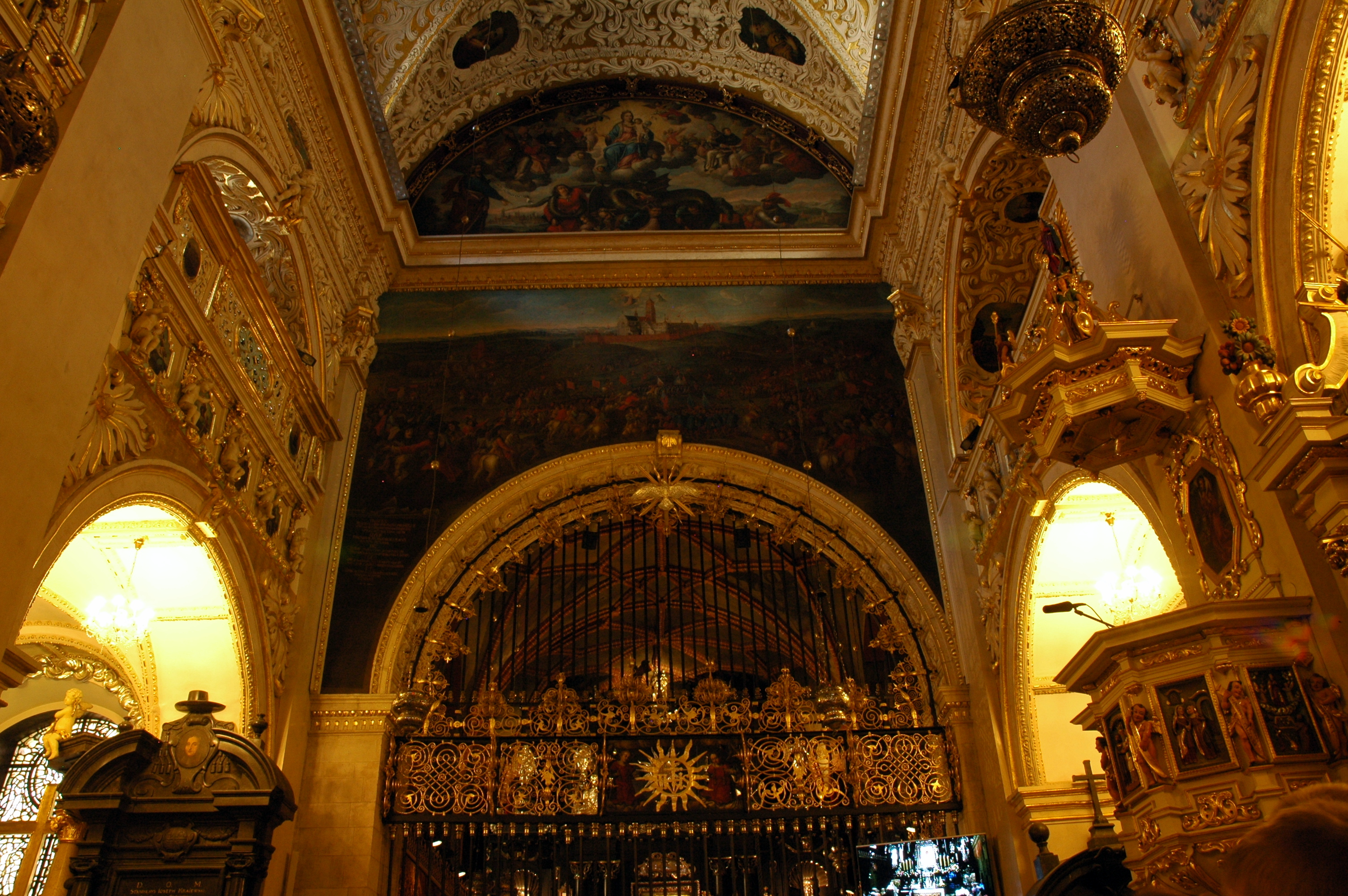
Interior do mosteiro
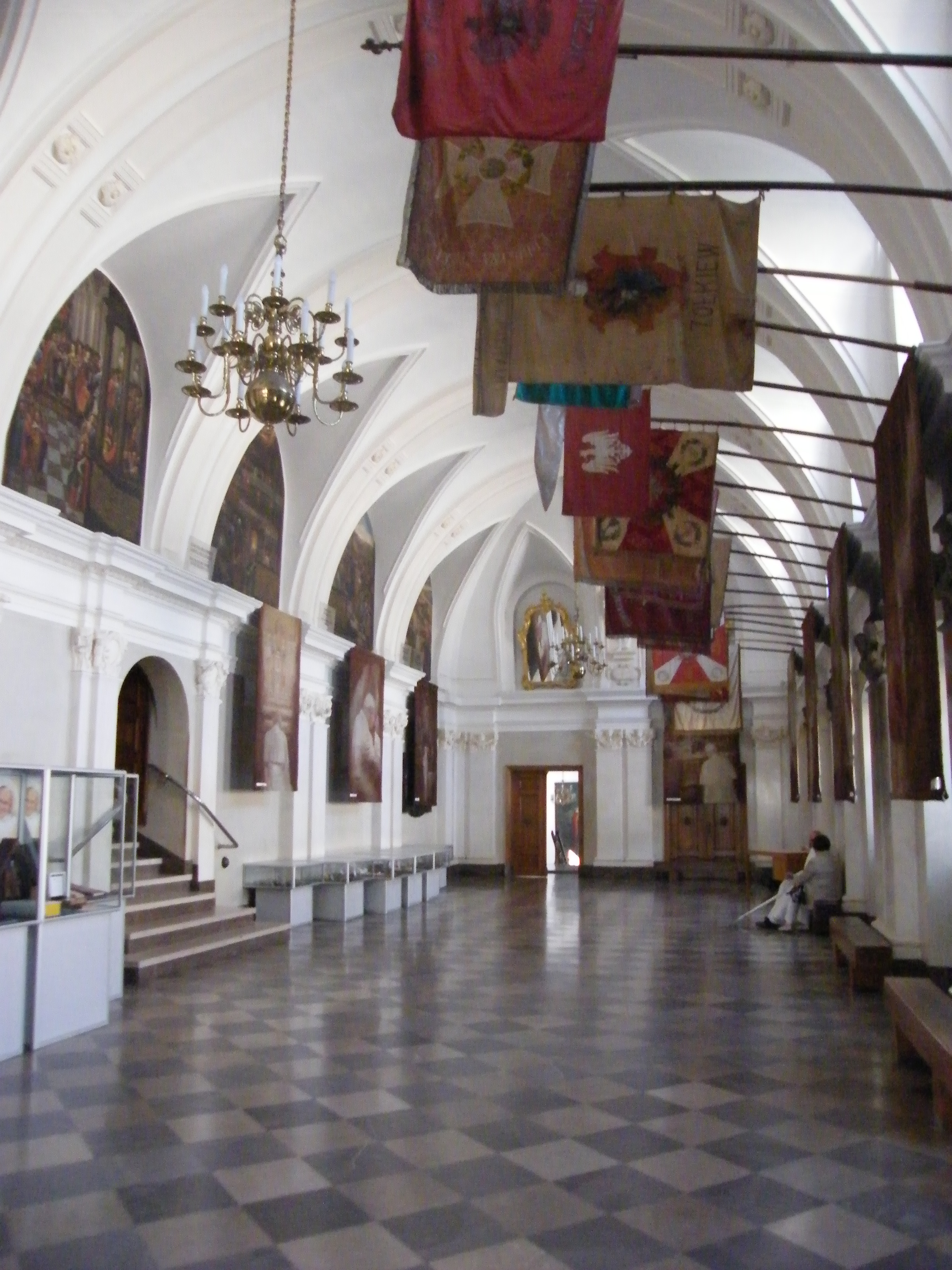
Câmara dos Cavaleiros
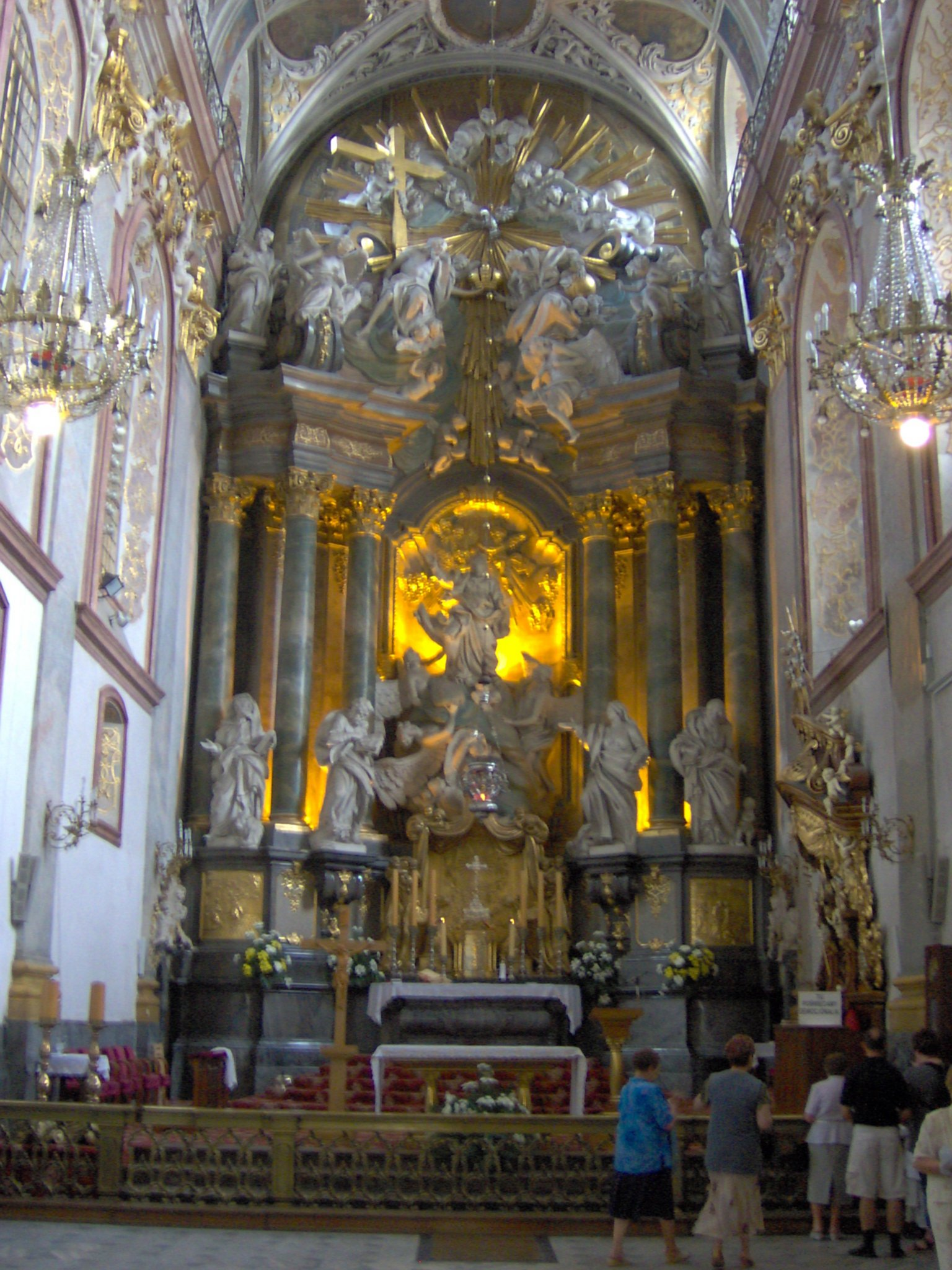
Altar Principal
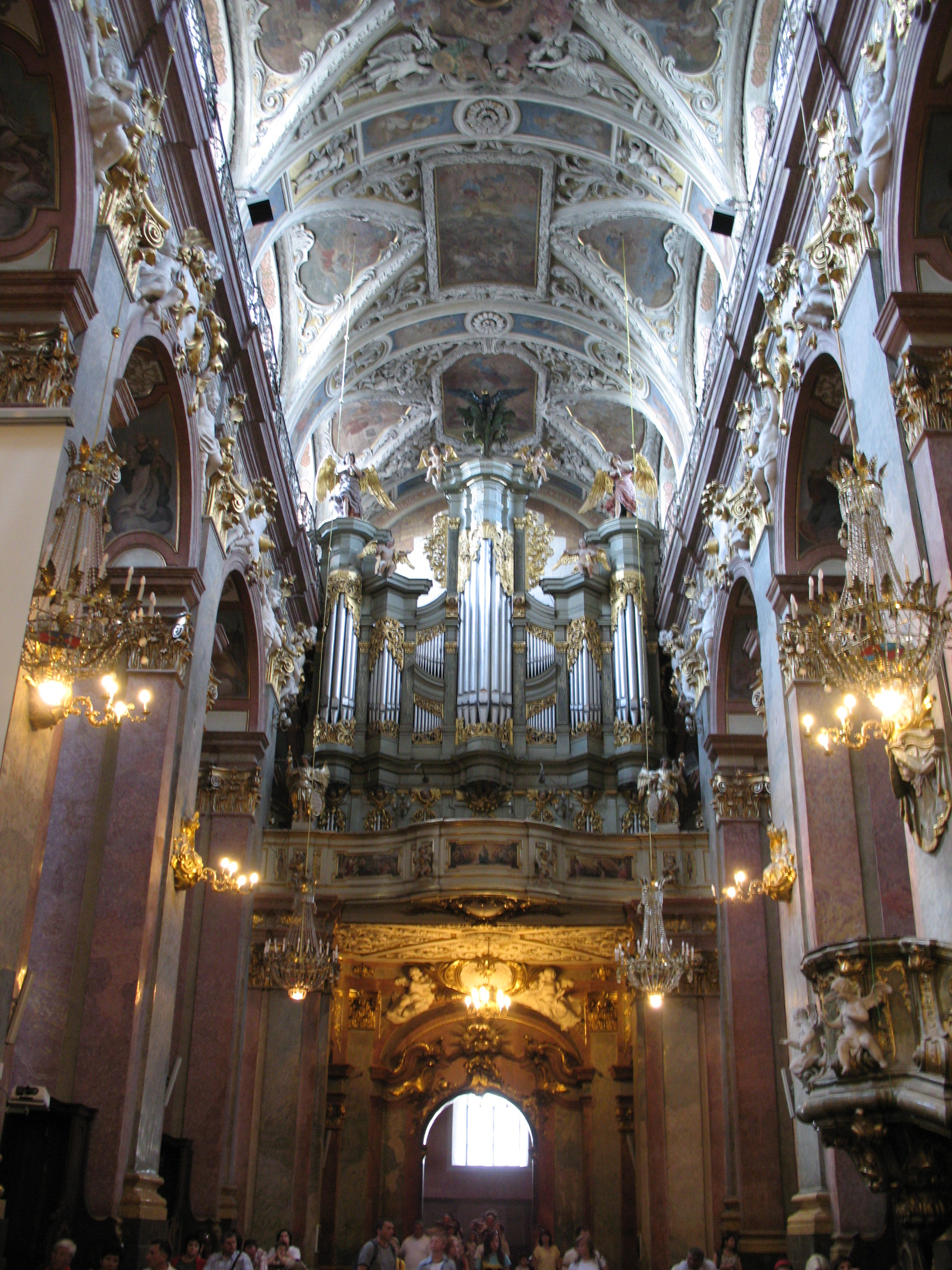
Órgãos no interior do edifício principal
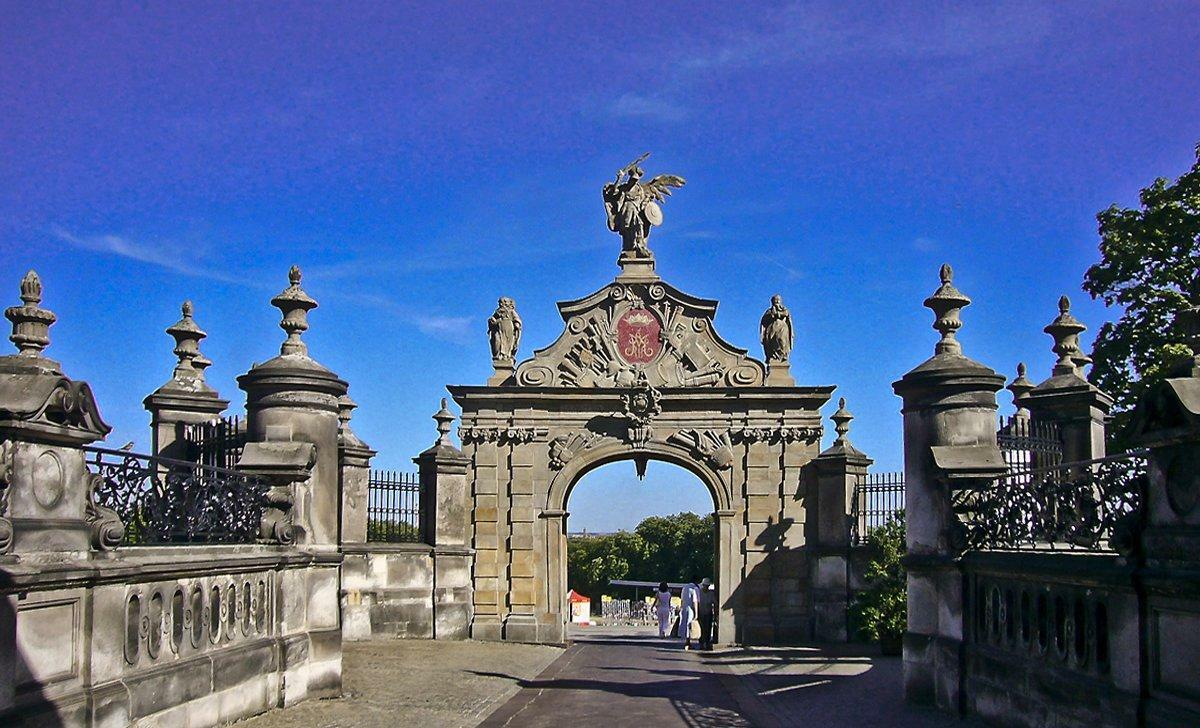
Portão de Lubomirski
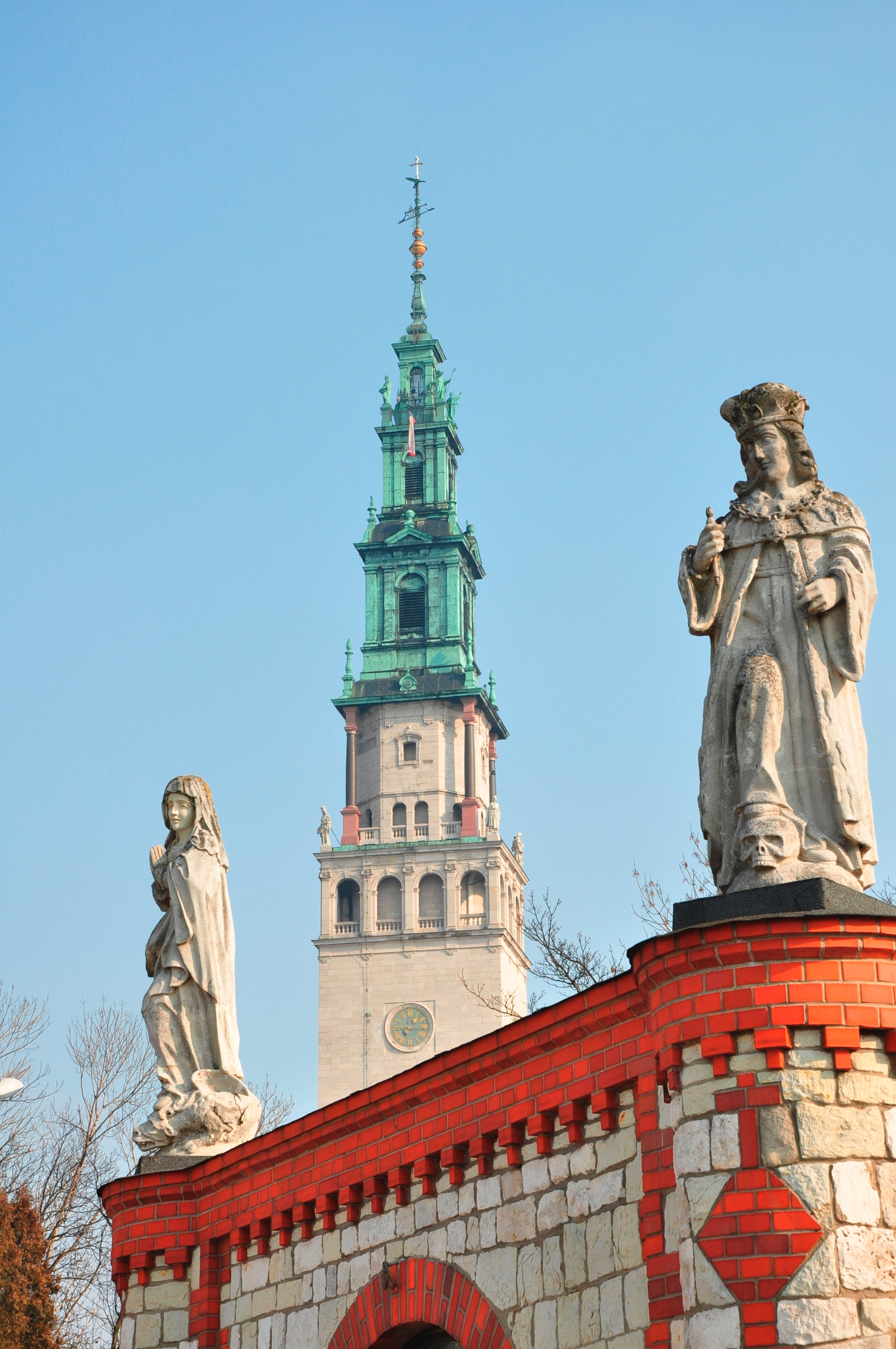
Estátuas no mosteiro
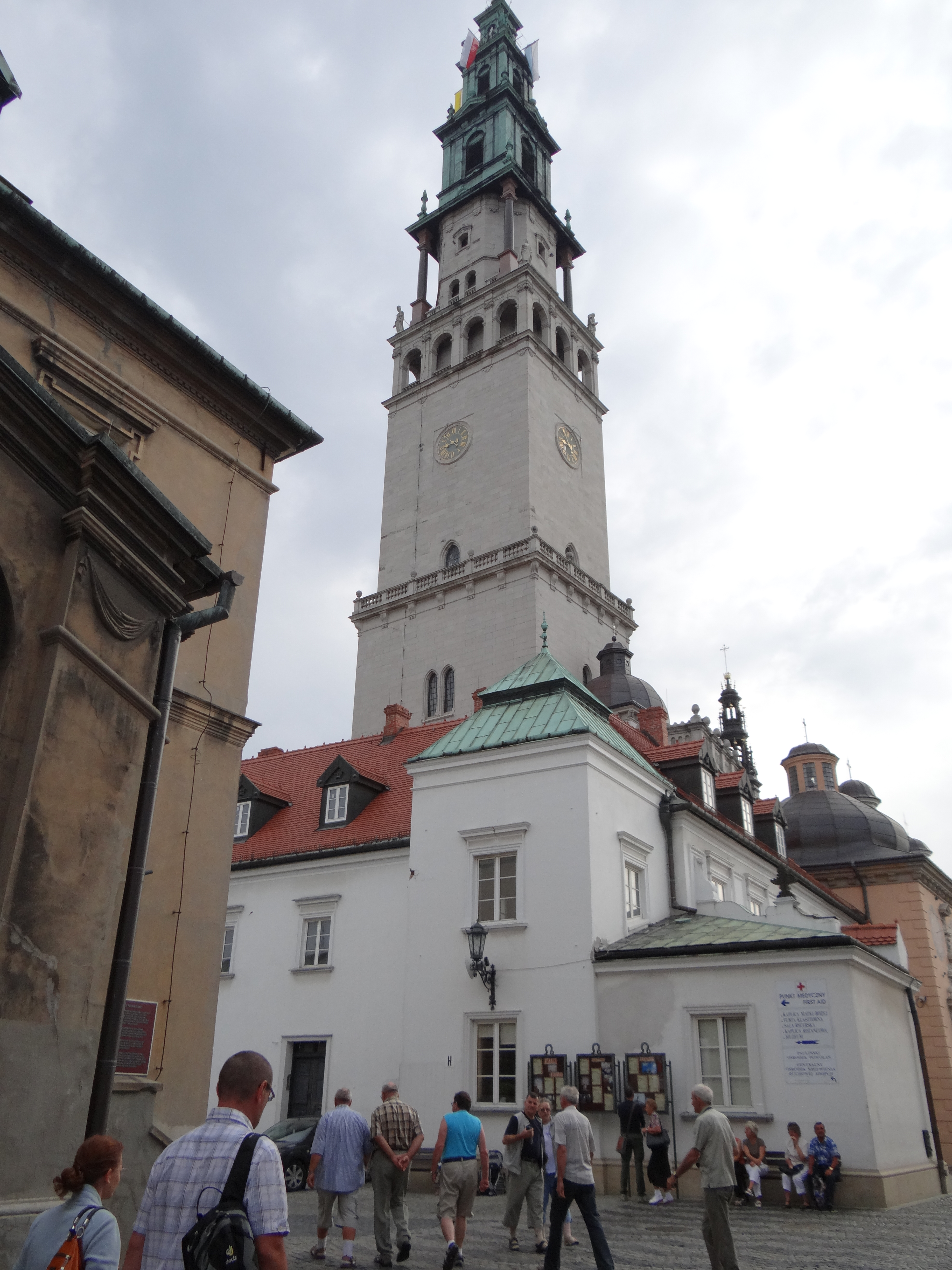
Peregrinos que visitam o mosteiro em 2012
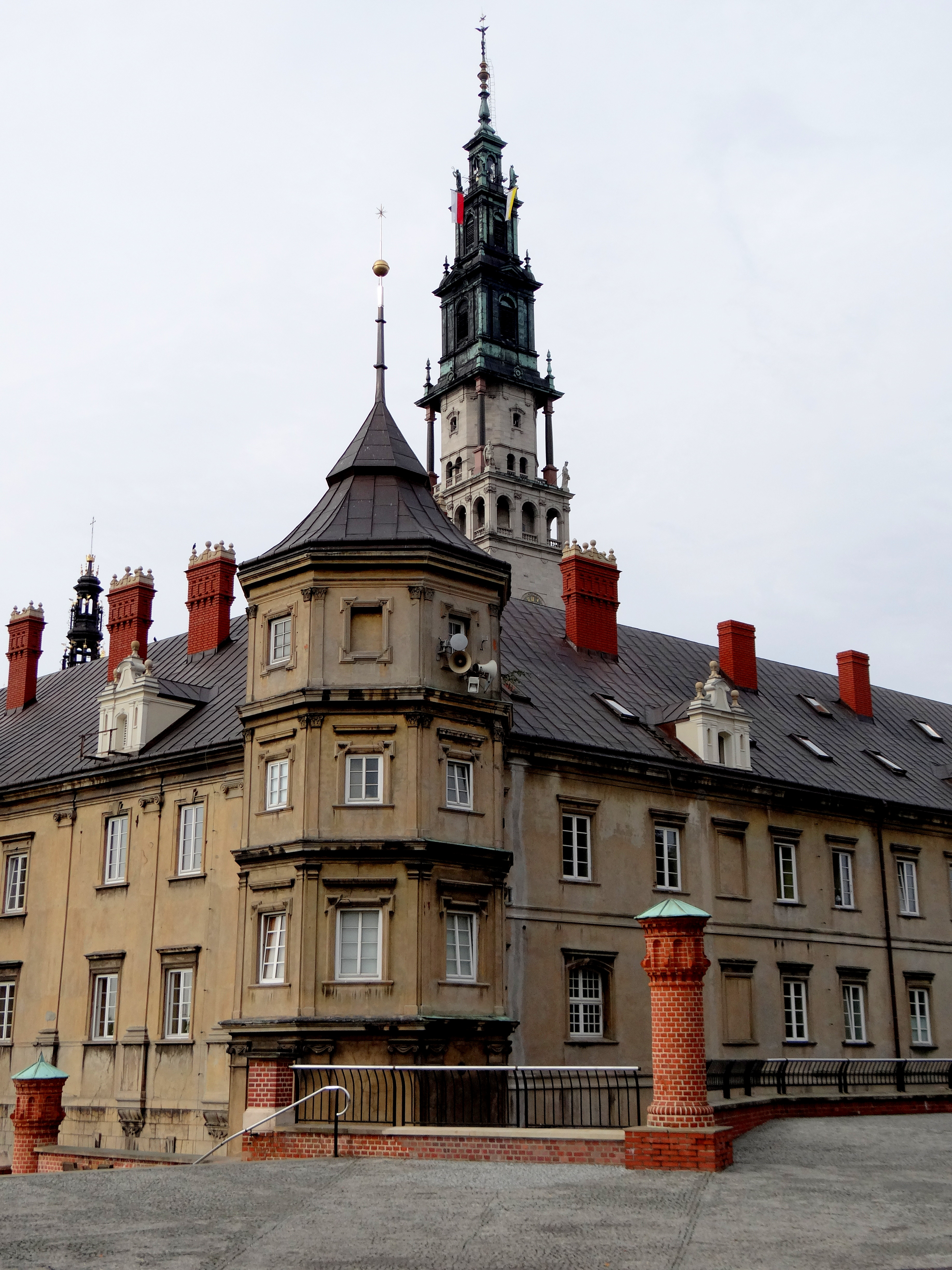
Mosteiro
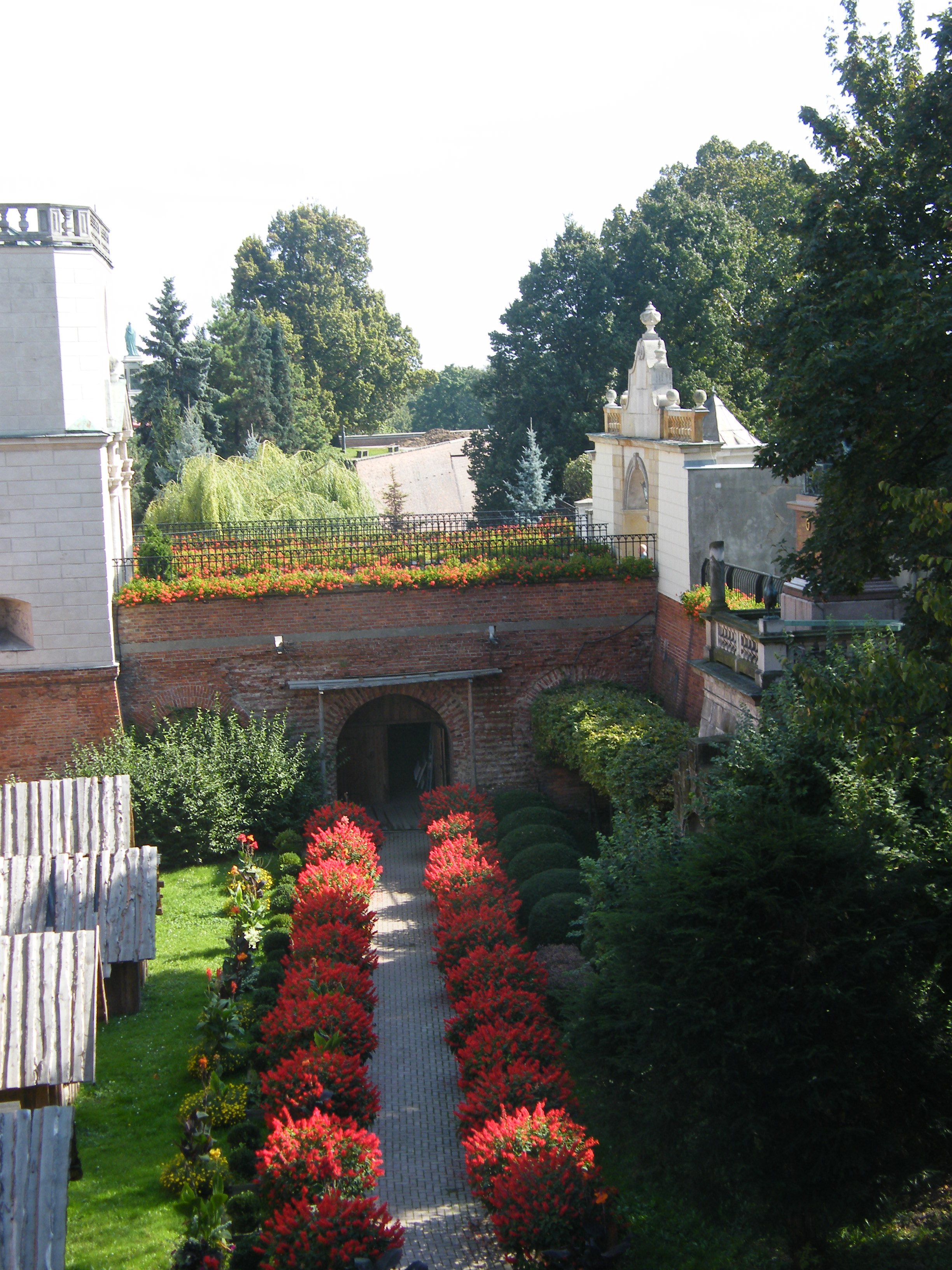
Vista do parque